# Université de Cahors

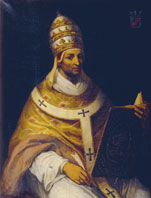
Jean XXII

L'université de Cahors est une université française située à Cahors, dans l'actuel département du Lot. Elle est fondée en 1331 sous la forme d'un Studium generale par une bulle pontificale de Jean XXII, et dissoute en 1751 en fusionnant avec l'université de Toulouse sur décision du chancelier de La Moignon. Elle comptait alors 1 600 étudiants.
Elle est composée des quatre facultés de théologie, droit, médecine, arts ou belles-lettres.

## Sources
1. ↑  Édit portant réunion de l'Université de Cahors à celle de Toulouse, enregistré au Parlement de Toulouse, 23 juin 1751, consulté sur gallica.bnf.fr
2. ↑  Malte-Brun 1882, p. 22